# Parque Estadual Marinho do Parcel de Manuel Luís
O Parque Estadual Marinho do Parcel de Manuel Luís é uma unidade de conservação brasileira de proteção integral à natureza localizada no Oceano Atlântico, a 45 milhas náuticas da costa do Maranhão e a cerca de 100 milhas náuticas de São Luís. Formalmente vincula-se ao município de Cururupu.
A região se assenta sobre uma falha geológica de origem vulcânica numa área que mede 4,5 quilômetros por 150 metros de largura, geralmente não detectáveis pelo sonar.
Em razão à importância da sua biodiversidade, a UC integra uma das 18 áreas prioritárias para conservação marinha no Brasil.

## Histórico

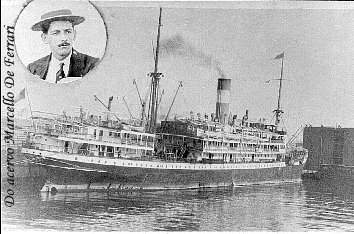
Navio Lloyd Brasileiro Uberaba, um dos mais importantes navios naufragados no parcel.

### Naufrágios
O parcel é bastante referido como o "Triângulo das Bermudas" brasileiro, pois é um dos maiores cemitérios de embarcações do mundo, com mais de 200 navios e galeões naufragados. Fortes correntes marinhas, grandes variações de marés e inumeráveis bancos de areia, além dos cinturões de recifes de corais, sempre fizeram do litoral maranhense um dos locais mais perigosos do mundo para grandes navios.
O motivo para tantos naufrágios é que só em 1820 o parcel foi incluído oficialmente nas cartas de navegação, isso 320 anos depois da descoberta do Brasil. A dificuldade de mapeamento estava no fato de que praticamente ninguém que naufragasse naquela região escaparia para indicar o local exato do acorrido.
Na reportagem Cemitério Submerso, da revista Veja de 14 de julho de 1993, lê-se:
«Numa área submersa do tamanho da cidade de Florianópolis repousam as carcaças de cerca de 250 navios, naufragados entre 1536 e 1983. É um número cinco vezes maior do que o registrado nas Bermudas, onde até hoje desaparecem sem explicações cinquenta aviões e navios.»

### Criação do parque
O parque foi criado através do Decreto Estadual nº 11.902, de 11 de junho de 1991, com uma área de 45 237,9 ha. Seu principal objetivo é a preservação da fauna e da flora marinhas e dos recifes de corais do Parcel de Manuel Luís.
O nome do parcel foi escolhido em homenagem ao pescador Manuel Luís, descobridor da formação rochosa no século XIX.
Em 2014, também foram criados os Parques Estaduais Marinhos Banco do Álvaro e Banco do Tarol.

### Alguns naufrágios
- Uberaba: este transatlântico pertencia à marinha mercante alemã e tinha o nome Henny Woermann. Quando foi capturado pela Marinha Brasileira durante a Primeira Guerra Mundial foi renomeado Uberaba.
- Ana Cristina: é o naufrágio mais recente, por isso o mais bem conservado. O Ana Cristina era um navio petroleiro de 80 metros.
- Navio do Cobre: estava carregado de cobre, carga que depois do naufrágio foi furtada por saqueadores vindos do Ceará.
- Cyril: cargueiro inglês da Booth Steamship Company que naufragou em 16 de setembro de 1905.[3]

Historiadores acreditam que o navio Ville de Boulogne, que trazia o poeta Gonçalves Dias da Europa para o Brasil, repouse nessas águas.

## Caracterização
O parcel constitui-se na maior formação coralínea da América do Sul, com fileiras de paredões de pedra que vão bem próximo à superfície do mar. Ali podem ser encontradas algumas espécies de peixes nativos, como o peixe-papagaio, o sargentinho e o peixe-borboleta, assim como outros de maior porte, como meros e garoupas, além de tartarugas-marinhas e tubarões. Existem ainda muitas espécies de corais nativos e endêmicos do Brasil como por exemplo a gorgônia Phyllogorgia dilatata que é abundante nesse local.
O acesso ao parque é difícil, já que ele fica distante da costa, e por se tratar de um banco de corais, as suas águas são rasas e extremamente perigosas. Além disso, também existem fortes correntes na região e não há nenhum ancoradouro no local. A existência desse patrimônio subaquático é ignorada por boa parte dos brasileiros.
O Parcel é formado por fundos duros (rochoso, granito ou diabásio) correspondentes a uma falha normal de origem tectônica que viabilizaram as formações recifais e por um substrato móvel biodetrítico (algas calcárias, corais, espículas e microorganismos).
Seus recifes ficam a uma profundidade entre 15 e 45 m e abrangem uma área de cerca de 69 km².
Diversas espécies de peixes encontram no Parcel um importante sítio de alimentação, tendo o Parque um papel de repositório de indivíduos para as áreas vizinhas.

## Biodiversidade

### Cnidários
- Corais escleractínios: Agaricia agaricites,  Agaricia fragilis, Favia gravida, Favia leptophylla, Madracis decactis, Meandrina braziliensis, Montastrea cavernosa, Mussismilia hispida, Porites astreoides, Scolymia wellsi, Scolymia sp e Siderastrea stellata;[10][11][12]
- Hidrocorais: Millepora alcicornis, Millepora braziliensis e Stylaster roseus;[10]
- as anêmonas: Condylactis gigantea e Bunodosoma cangicum;[10]
- e as gorgônias: Plexaurella dichotoma e Phyllogorgia dilatata[10]

### Poríferos
São encontrados os seguintes gêneros de esponjas: Agelas, Amphimedon, Aplysina cauliformis, Clathria nicoleae, Cliona, Dysidea, Geodia, Monanchora, Niphates, Scopalina ruetzleri e Terpios

### Peixes
O parque abriga uma diversidade de peixes, entre eles: o mero-preto (Epinephelus itajara), enxada ou paru branco (Chaetodipterus faber), as corcorocas (Haemulon parra e H. plumieri), a barracuda (Sphyraena barracuda), cação-lixa (Ginglymostoma cirratum), dentão (Lutjanus jocu),  garoupa mármore (Dermatolepis inermis), caranha (Lutjanus cyanopterus), peixe-papagaio (Sparisoma abilgardi), peixe-cirurgião (Acanthurus chirurgus), dentre outros.

### Tartarugas
As espécies da região são a: tartaruga-cabeçuda (Caretta caretta), tartaruga-verde (Chelonia mydas), tartaruga-de-pente (Eretmochelys imbricata),. tartaruga-de-couro (Dermochelys coriácea) e a tartaruga-de-oliva (Lepidochelys olivacea).

### Algas
Entre as espécies de algas encontradas no Parcel estão: Caulerpa mexicana, Codium isthmocladum, Valonia aegrophyla, Halimeda incrassata, Halimeda opuntia, Codium isthmoclaum, Udotea sp, Ulva Fasciata, Dictyopteris delicatula, Dictyota sp.,Sargassum sp., Dictyota dichotoma, Spatoglossum schroederii, Hypnea musciformis, Gracilaria sp., Gelidium sp., Amansia multifida, Bryothamnion seoforthü, Cryptonemia crenulata, Corallina sp, Jania adherens, Amphiroa sp..

## Conservação
O Parcel abriga quase todas espécies formadoras de recifes registradas para a costa do nordeste brasileiro, além de espécies de peixes ameaçadas de extinção.

As ameaças à conservação do Parcel são a pesca, a coleta ilegal de material histórico, a poluição por óleo do navio Ana Cristina, a retirada de pedaços de coral e o trânsito e fundeio de embarcações.